# Klisura (Surdulica)
Pour les articles homonymes, voir Klisura.
Klisura (en serbe cyrillique : Клисура ; en bulgare : Клисура) est un village de Serbie situé dans la municipalité de Surdulica, district de Pčinja. Au recensement de 2011, il comptait 206 habitants.

## Démographie

### Évolution historique de la population
| 1948  | 1953  | 1961  | 1971  | 1981 | 1991 | 2002 | 2011 |
| ----- | ----- | ----- | ----- | ---- | ---- | ---- | ---- |
| 2 315 | 2 341 | 2 211 | 1 731 | 999  | 508  | 332  | 206  |

|  |